# トネリコ属
トネリコ属（梣属、学名：Fraxinus）は、北半球に分布するモクセイ科の双子葉植物。中型から大型になる木本で、亜熱帯に分布する常緑の数種を除けばほとんどが落葉樹である。

## 呼称
和名の中の「トネリコ」の名の由来については、狭義の「トネリコ（種）」にて詳しく解説する。

## 生物的特徴
葉は羽状複葉で、まれに単葉。葉は対生し、まれに3つずつ輪生する。花は緑色から茶色で目立たない。果実は翼果である。

## 人間との関係
トネリコ属の植物は木材として頻繁に利用される。北欧神話の世界樹・ユグドラシルはセイヨウトネリコ（en）のこととされている。また、同神話では最初の人間の男性はトネリコの流木から創られたとされる。

## 分類

### 下位分類

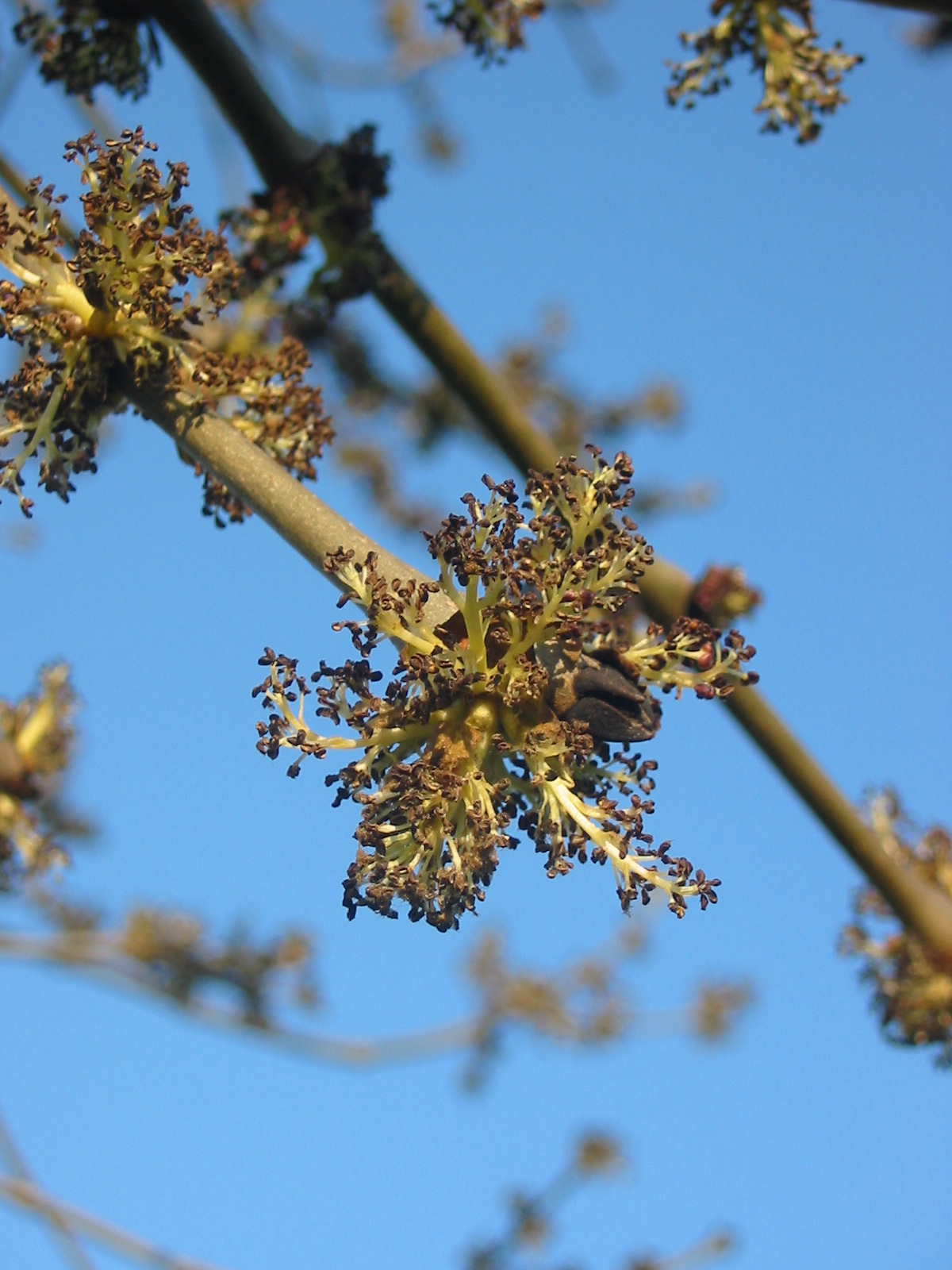
セイヨウトネリコの花

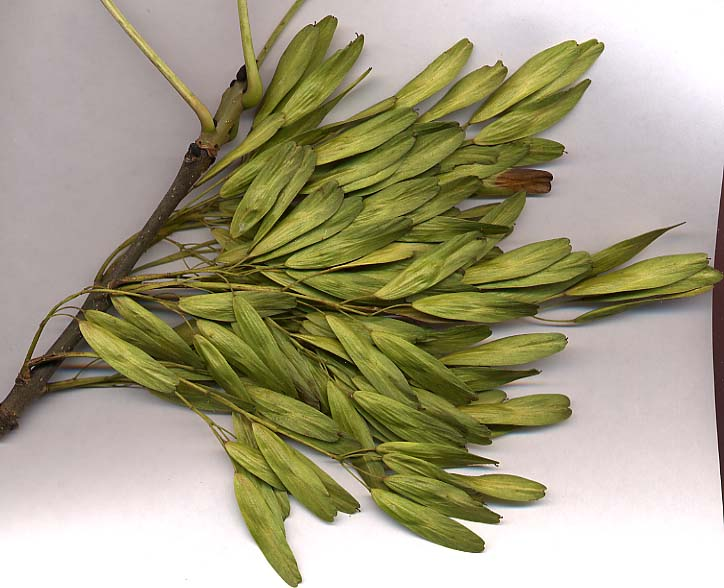
セイヨウトネリコの翼果

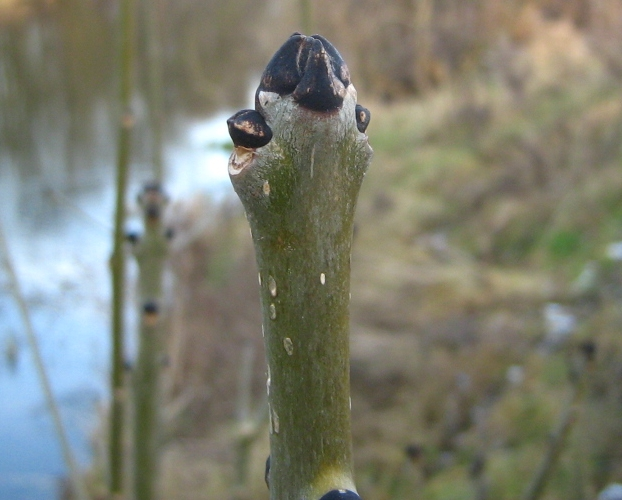
セイヨウトネリコの冬芽（ドイツ、ブランデンブルク州ハーフェル川河畔）

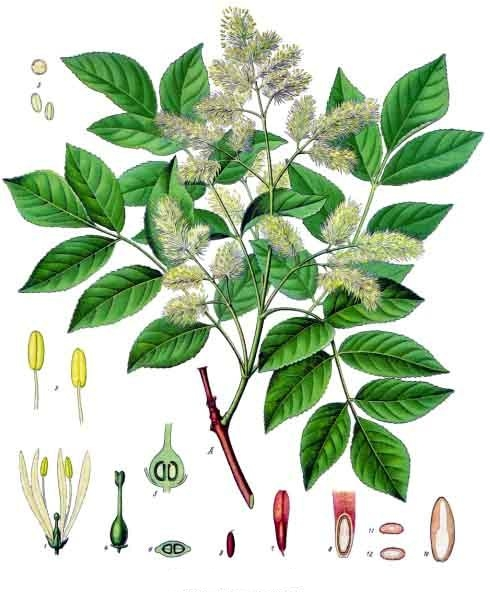
マンナトネリコの図説（19世紀）

トネリコ属に下位に分類される種は45から、説によっては65を数える。
表記は左から順に、学名、和名（または、英語名の仮名転写）、英語名、特記事項。ただし、名称が存在しない（あるいは、確認できない）場合は無記、もしくは未確認と記す。
- 新北区東部
  - Fraxinus americana　アメリカトネリコ（ホワイトアッシュ）　White Ash (also called cane ash, Biltmore ash or Biltmore white ash)
  - Fraxinus caroliniana　和名未確認（ウォーターアッシュ）　Water Ash
  - Fraxinus nigra　ニグラトネリコ（ブラックアッシュ）　Black Ash
  - Fraxinus pennsylvanica　ビロードトネリコ（グリーンアッシュ）　Green Ash (also called red ash, swamp ash or water ash)
    - Fraxinus pennsylvanica var. subintegerrima　ソウマシオジ

  - Fraxinus profunda （シノニム：F. tomentosa）　和名未確認（パンプキンアッシュ）　Pumpkin Ash (also called red ash)
  - Fraxinus quadrangulata　ブルーアッシュ　Blue Ash
  - Fraxinus tremillium　和名未確認（インディゴアッシュ）　Indigo Ash
- 新北区西部・南部
  - Fraxinus anomala　和名未確認（シングルリーフアッシュ）　Single-leaf Ash
  - Fraxinus berlandieriana　和名未確認（リオグランデアッシュ）　Rio Grande Ash
  - Fraxinus cuspidata　和名未確認（フレグラントアッシュ）　Fragrant Ash
  - Fraxinus dipetala　和名未確認（カリフォルニアアッシュ）　California Ash or Two-petal Ash
  - Fraxinus dubia
  - Fraxinus gooddingii　　Goodding's Ash
  - Fraxinus greggii　　Gregg's Ash
  - Fraxinus latifolia　オレゴンアッシュ　Oregon Ash
  - Fraxinus lowellii　　Lowell Ash
  - Fraxinus papillosa　　Chihuahua Ash
  - Fraxinus purpusii
  - Fraxinus rufescens
  - Fraxinus texensis　マウンテンアッシュ（テキサスアッシュ）　Mountain Ash or Texas Ash
  - Fraxinus uhdei　　Shamel Ash or Tropical Ash
  - Fraxinus velutina　和名未確認（ヴェルヴェットアッシュ）　Velvet Ash
- 旧北区西部（ヨーロッパ、北アフリカ、西アジア、南アジア）
  - Fraxinus angustifolia　ホソバトネリコ（コーカサスアッシュ）　Narrow-leafed Ash or Caucasian Ash
    - Fraxinus angustifolia subsp. oxycarpa　和名未確認（クラレットアッシュ）　Claret Ash or Raywood Ash

  - Fraxinus dimorpha
  - Fraxinus excelsior　セイヨウトネリコ　European Ash　：世界樹ユグドラシルのモデルとされる。
  - Fraxinus holotricha
  - Fraxinus ornus　マンナトネリコ（マンナアッシュ、フラワリングアッシュ）　Manna Ash or Flowering Ash
  - Fraxinus syriaca
  - Fraxinus pallisiae　和名未確認（パリストネリコ、パリスアッシュ）　Pallis' Ash
- 旧北区東部（中央アジア、東アジア）
  - Fraxinus apertisquamifera　ミヤマアオダモ
  - Fraxinus baroniana
  - Fraxinus bungeana　　Bunge's Ash
  - Fraxinus chinensis　　Chinese Ash or Korean Ash
  - Fraxinus chiisanensis
  - Fraxinus floribunda　シマタゴ　Himalayan Manna Ash
  - Fraxinus griffithii　シマトネリコ　Griffith's Ash
  - Fraxinus hubeiensis
  - Fraxinus japonica　トネリコ　Japanese Ash
    - Fraxinus japonica f. stenocarpa　デワノトネリコ
    - Fraxinus japonica f. intermedia　ナガミトネリコ

  - Fraxinus lanuginosa　ケアオダモ
    - Fraxinus lanuginosa f. serrata　アオダモ（コバノトネリコ）
    - Fraxinus lanuginosa f. veltina　ビロードアオダモ

  - Fraxinus longicuspis　ヤマトアオダモ
  - Fraxinus malacophylla
  - Fraxinus mandshurica　ヤチダモ　Manchurian Ash
  - Fraxinus mariesii　　Chinese Flowering Ash
  - Fraxinus micrantha
  - Fraxinus paxiana
  - Fraxinus platypoda（シノニム：F. spaethiana）　シオジ　Späth's Ash
  - Fraxinus raibocarpa
  - Fraxinus sieboldiana　マルバアオダモ　Japanese Flowering Ash
  - Fraxinus trifoliata
  - Fraxinus xanthoxyloides　和名未確認（アフガンアッシュ）　Afghan Ash